# 赫尔穆特·拉恩
赫尔穆特·拉恩（德語：Helmut Rahn，1929年8月16日—2003年8月14日），德国男子足球运动员，场上位置是前锋。他曾代表西德国家队参加1954年和1958年国际足联世界杯，其中1954年世界杯获得冠军。